# 科布拉河
科布拉河是俄羅斯的河流，屬於維亞特卡河的左支流，流經科密共和國和基洛夫州，河道全長324公里，流域面積7,810平方公里，河水主要來自融雪，每年十月至翌年四月結冰。